# Loxogramme assimilis
Loxogramme assimilis är en stensöteväxtart som beskrevs av Ren-Chang Ching. Loxogramme assimilis ingår i släktet Loxogramme och familjen Polypodiaceae. Inga underarter finns listade.